# 일본국 헌법 제6장
일본국 헌법 제6장 사법(일본어: 日本国憲法第6章 司法)은 일본국 헌법의 사법에 관한 부분이다. 제76조부터 제82조까지 총 7개의 조로 구성되어 있다.

## 구성
- 제76조 사법권·재판소, 특별 재판소의 금지, 재판관의 독립
- 제77조 최고재판소의 규칙 제정권
- 제78조 재판관의 신분 보장
- 제79조 최고재판소의 재판관, 국민심사, 정년, 보수
- 제80조 하급 재판소의 재판관·임기·정년·보수
- 제81조 법령 심사권과 최고재판소
- 제82조 재판의 공개

## 같이 보기
- 일본국 헌법
- 일본국 정부
- 최고재판소